# I encara diuen que el peix és car
I encara diuen que el peix és car és una pintura realitzada per l'artista Joaquim Sorolla l'any 1894. Es troba exposada en el Museu del Prado de Madrid.
És una obra que s'enquadra dins de la primera etapa de la producció del pintor i pot incloure's en el gènere denominat realisme social. Va obtenir una Medalla de Primera Classe en l'Exposició Nacional de Belles Arts (Espanya) celebrada l'any 1895. Aquest mateix any va ser adquirida per l'estat espanyol.
El títol del quadre procedeix de la novel·la Flor de Mayo escrita per Vicent Blasco Ibáñez que es desenvolupa a les platges del barri del Cabanyal a València. En un dels passatges, mor en el mar un pescador anomenat Pascualet, i la seva tia es lamenta del succeït mentre exclama: Que vinguessin allí totes les meuques que regatejaven en comprar en la peixateria! Encara els semblava car el peix? A duro havia de costar la lliura...!
L'escena que es representa mostra a dos pescadors mentre atenen a un tercer que ha sofert un accident, aquest es troba amb el tors nu i del seu coll penja una medalla que probablement correspon a la Mare de Déu del Carme, protectora dels homes del mar. Al voltant dels personatges poden observar-se diversos objectes habituals a l'interior de les embarcacions, un llum d'oli, un tonell per a l'aigua dolça, cordes i diversos peixos.